# イヴァン・ヴィホーウシキー
イヴァン・ヴィホーウシキー（ウクライナ語：（ウクライナ語: Іва́н Виго́вський；? ‐1664年3月27日）は、ウクライナの政治家、軍人。ドニプロ・ウクライナを中心としてコサック国家の元首、ザポロージャ・コサックの将軍（1657年‐1659年）。正教徒のルーシ系の貴族、ヴィホーウシキー家の当主。オスタープ・ヴィホーウシキーの息子。

## 概要
ポーランド・リトアニア共和国キエフ県のオーヴルチ地方で生まれた。正教のキエフ兄団学校を卒業後、キエフとルーツィクの裁判所で勤め、ルーツィクの副代官となった。その後、ポーランド・リトアニアの国軍に入隊し、騎兵大尉まで昇進した。1648年にフメリニツキーの乱が勃発すると、ポーランド・リトアニア軍の一員としてジョーウチ・ヴォーディの戦いに参加した。合戦中にタタールの捕虜となったが、コサックの将軍ボフダン・フメリニツキーによって解放された。その後、コサック側に味方して将軍の書記官となった。1650年に将軍に才覚が認められ、コサック国家の内相・外相にあたるコサック全軍の書記官に抜擢された。コサックの政府となる全軍官庁を組織した。プィリャーウツィの戦い（1648年）、ズバーラジュの包囲、ズボーロウの戦い（1649年）、ベレステーチュコの戦い（1651年）、バチーフの戦い（1652年）、ジュヴァーネツィの包囲（1653年）、オフマトーウの戦いとリヴィウの包囲（1655年）などに参加した。ズボーリウ条約、ビーラ・ツェールクウァ条約、ペレヤースラウ条約の創作に関わった。1657年4月にボフダン・フメリニツキー将軍が死去すると、新たな将軍となった幼い子息ユーリー・フメリニツキーの執権となった。同年7月26日にユーリーが成人するまでにコサック将軍の位が譲られ、10月26日にコールスニのコサック全軍会議において新たな将軍として選ばれた。1658年5月31日に反旗を翻したポルターヴァ連隊を厳しく鎮圧したが、ロシア・ツァーリ国が支援するコサック野党を抑えることができなかった。ロシアとの戦争が迫る中で、ポーランド・リトトアニア共和国とハーデャチ条約を結び、コサックのウクライナをルーシ大公国としてポーランド・リトアニア共和国に合同させた。条約により、ルーシ将軍およびチヒリーンの代官という称号を賜った。ウクライナ・ロシア戦争（1658年‐1659年）の際、クリミア・ハン国と同盟を結び、コノトプでロシアの軍勢を破ったが、ハーデャチ条約により「ポーランド人にウクライナを売国した」という不満を持つコサックの支持を失った。1659年9月にユーリー・フメリニツキーに将軍の座を譲り、ポーランド・リトアニア共和国へ移住した。その後、キエフ県知事の位を受け、ヴォルィーニ地方とガリツィア地方で暮らした。1660年にポーランド・リトアニア軍に従軍し、チュードニウの戦いに参加した。1662年に正教のリヴィウ兄団に入団した。1663年にユーリー・フメリニツキーが将軍の座を辞任すると、右岸ウクライナのコサック将軍を決める選挙に立候補したが、パウロー・テテーリャに負けた。1664年に右岸ウクライナで勃発した反ポーランドの蜂起に内通した。同年の春、ポーランド人とテテーリャのコサックに逮捕された。3月17日の夜にヴィリホベツィ村の周辺において、裁判なしで処刑された。

## リンク
- （英語） イヴァン・ヴィホーウシキー // ウクライナ百科事典
- （ウクライナ語） イヴァン・ヴィホーウシキー // 世界のウクライナ人